# Borkowiny
Borkowiny (deutsch Borkowinnen, 1938–1945 Jarken) ist ein kleines Dorf in der polnischen Woiwodschaft Ermland-Masuren, das zur Landgemeinde Kowale Oleckie (Kowahlen, 1938–1945 Reimannswalde) im Powiat Olecki (Kreis Oletzko/Treuburg) gehört.

## Geographische Lage
Borkowiny liegt im Nordosten der Woiwodschaft Ermland-Masuren, zwei Kilometer westlich der Grenze zur Woiwodschaft Podlachien. Bis zur Kreisstadt Olecko (Marggrabowa, 1928–1945 Treuburg) sind es 19 Kilometer in südlicher Richtung.

## Geschichte
Das einstige Borckowinnen wurde im Jahre 1565 gegründet und bestand vor 1945 aus verstreuten kleinen Höfen. Am 27. Mai 1874 wurde das Dorf in den neu errichteten Amtsbezirk Lakellen eingegliedert, der – im Jahr 1938 umbenannt in Amtsbezirk Schönhofen (Ostpr.) – bis 1945 bestand und zum Kreis Oletzko – von 1933 bis 1945 Landkreis Treuburg genannt – im Regierungsbezirk Gumbinnen der preußischen Provinz Ostpreußen gehörte.
141 Einwohner waren im Jahre 1910 in Borkowinnen registriert. Ihre Zahl belief sich 1933 auf 140 und betrug 1939 noch 120.
Aufgrund der Bestimmungen des Versailler Vertrags stimmte die Bevölkerung im Abstimmungsgebiet Allenstein, zu dem Borkowinnen gehörte, am 11. Juli 1920 über die weitere staatliche Zugehörigkeit zu Ostpreußen (und damit zu Deutschland) oder den Anschluss an Polen ab. In Borkowinnen stimmten 115 Einwohner für den Verbleib bei Ostpreußen, auf Polen entfiel keine Stimme.
Am 3. Juni 1938 (amtlich bestätigt am 6. Juli) wurde Borkowinnen aus politisch-ideologischen Gründen der Vermeidung fremdländisch klingender Ortsnamen in Jarken umbenannt.
In Kriegsfolge kam der Ort 1945 mit dem ganzen südlichen Ostpreußen zu Polen und erhielt die polnische Namensform Borkowiny. Heute ist der Ort Sitz eines Schulzenamtes (polnisch Sołectwo) und eine Ortschaft im Verbund der Landgemeinde Kowale Oleckie im Powiat Olecki, bis 1998 der Woiwodschaft Suwałki, seither der Woiwodschaft Ermland-Masuren zugehörig.

## Religionen
Die überwiegende Mehrheit der Bevölkerung Borkowinnens war vor 1945 evangelischer Konfession und in das Kirchspiel der Kirche in Górne (Gurnen) im Kirchenkreis Goldap innerhalb der Kirchenprovinz Ostpreußen der Evangelischen Kirche der Altpreußischen Union eingepfarrt. Heute gehören die evangelischen Kirchenglieder zur Kirchengemeinde in Gołdap (Goldap), einer Filialgemeinde der Pfarre in Suwałki in der Diözese Masuren der Evangelisch-Augsburgischen Kirche in Polen.
Die vor 1945 wenigen katholischen Kirchenglieder gehörten damals zur Pfarrgemeinde in Goldap im Bistum Ermland. Heute sind die mehrheitlich katholischen Einwohner Borkowinys in die neu errichtete Pfarrei in Górne (Gurnen) eingegliedert, die dem Dekanat Gołdap im Bistum Ełk der Katholischen Kirche in Polen zugehört.

## Verkehr
Borkowiny liegt an einer Nebenstraße, die bei Pogorzel (Pogorzellen, 1906–1945 Hegelingen) von der polnischen Landesstraße DK 65 abzweigt und über Kucze (Kutzen) nach Lakiele (Lakellen, 1938–1945 Schönhofen) an der Woiwodschaftsstraße 652 führt. Bis 1993 war Pogorzel die nächste Bahnstation an der Bahnstrecke Ełk–Tschernjachowsk (Lyck–Insterburg), die nicht mehr betrieben wird.